# یاسین ارسلان
یاسین ارسلان (ترکی استانبولی: Yasin Arslan؛ زادهٔ ۲۳ ژوئیهٔ ۱۹۷۸) وزنه‌بردار اهل ترکیه بود.